# كفر الشيخ موسى عمران
قرية كفر الشيخ موسى عمران هي إحدى القرى التابعة لمركز الزقازيق في محافظة الشرقية في جمهورية مصر العربية. حسب إحصاءات سنة 2006، بلغ إجمالي السكان في كفر الشيخ موسى عمران 10240 نسمة، منهم 5347 رجل و4893 امرأة.